# Дунин, Михаил Семёнович
Михаи́л Семёнович Ду́нин (21 мая 1901, Новое Томышево, Симбирская губерния — 6 июня 1993, Москва) — российский учёный-фитопатолог, академик ВАСХНИЛ (1967).

## Биография
Родился в с. Ново-Томышево (ныне — Новоспасский район Ульяновской области).
Окончил биологическое отделение физико-математического факультета МГУ (годы учёбы 1921—1925). Трудовая биография:
- 1919—1921 заведующий уездным отделом РОСТА, г. Сызрань
- 1923—1930 зав. с.-х. лабораторией массового опытничества при газете «Беднота»
- 1931—1939 зав. лабораторией защиты растений и семеноведения Института сои и специальных культур
- 1935—1944 зав. вирусной и иммунобиологической лабораториями ВНИИ защиты растений
- 1944—1975 зав. кафедрой фитопатологии (1944—1972), профессор-консультант (1972—1975) Московской сельскохозяйственной академии им. К. А. Тимирязева (МСХА).
- 1976—1986 зав. отделом иммунитета Московского отделения ВНИИ растениеводства.

Похоронен на Рогожском кладбище.

## Научная деятельность
Доктор с.-х. наук (1935), профессор (1939), академик ВАСХНИЛ (1967).
Разработчик новых методов иммунобиологического анализа, капельного серологического метода диагностики вирусных и бактериальных заболеваний растений, приёмов оздоровления с.-х. культур. Установил главные типы и закономерности паразитической специализации возбудителей болезней.
Автор и соавтор 60 книг и брошюр.

### Избранные труды
- Озониоз (техасская корневая гниль и её аналоги) / соавт. В. М. Понер. — М.: Сельхозгиз, 1936. — 322 с.
- Вирусные болезни сельскохозяйственных растений. — М.: Сельхозгиз, 1937. — 122 с.
- Капельный метод анализа вирусов в растениеводстве / соавт. П. Н. Попова. — М.: Сельхозгиз, 1937. — 45 с. — (Новое в сел. хоз-ве; Вып. 13).
- Иммуногенез и его практическое использование. — Рига: Латгосиздат, 1946. — 144 с.
  -  (чешск.). — Praha: Brazda, 1949. — 125 p.
- Рекомендации по оздоровлению семян зерновых (колосовых) культур / соавт.: Л. Ф. Тымченко и др. — М.: Россельхозиздат, 1970. — 24 с.

## Награды и премии
- орден «Знак Почёта» (1945)
- Сталинская премия (1947)
- два ордена Ленина (1952, 1961)
- Заслуженный деятель науки РСФСР (1965)
- орден «Кирилл и Мефодий» I степени (Болгария, 1969)
- орден Трудового Красного Знамени (1971)
- орден Дружбы народов (1986)
- медали СССР
- малая золотая медаль ВДНХ.